# Christiane Elien
Christiane Elien, née le 10 mai 1932 à Paris et morte le 28 juillet 2023 à Quincy-sous-Sénart, est une danseuse sur glace et entraîneur française. Elle est connue sous le nom de Christiane Guhel après son mariage avec son partenaire de la glace Jean-Paul Guhel. Avec son époux, elle est devenue championne d'Europe et vice-championne du monde en 1962. Elle est aussi quintuple championne de France de danse sur glace de 1958 à 1962.

## Biographie

### Carrière sportive
Christiane Elien fait partie des pionnières de la danse sur glace en France. Cette discipline fait ses premiers pas dans l'hexagone juste après la Seconde Guerre mondiale. Les premiers championnats de France de danse sur glace sont d'ailleurs organisés en 1948.
Elle patine d'abord pendant deux saisons avec Claude Lambert, avec qui elle devient vice-championne de France en 1956 et 1957. Ils participent aussi ensemble en 1957 aux championnats d'Europe à Vienne (6e) aux championnats du monde à Colorado Springs (10e).
Elle patine ensuite pendant cinq saisons avec Jean-Paul Guhel qui se sépare de sa partenaire Fanny Besson, celle-ci étant tombée enceinte. Elle devient rapidement Christiane Guhel après leur mariage. Le nouveau couple formé domine la danse sur glace française pendant cinq saisons, de 1958 à 1962. Sur le plan international, ils « avaient pris la résolution solennelle et définitive de battre un jour les Anglais » qui dominaient largement la discipline. Pour ce faire, ils participent à cinq championnats d'Europe et quatre championnats du monde et progressent régulièrement dans la hiérarchie mondiale:
- En 1958, ils commencent par se positionner près des podiums à la 4e place européenne à Bratislava et 6e place mondiale à Paris.
- En 1959, ils accèdent à leur premier podium européen en remportant le bronze à Davos, mais doivent se contenter de la 6e place mondiale à Colorado Springs.
- En 1960, ils deviennent vice-champion d'Europe à Garmisch-Partenkirchen, derrière les anglais Doreen Denny & Courtney Jones, mais également devant un autre couple anglais Mary Parry & Roy Mason. Aux mondiaux de Vancouver, ils conquièrent le bronze, leur première médaille mondiale.
- En 1961, ils confirment leur médaille d'argent européenne à Berlin-Ouest, toujours dominé par les anglais Doreen Denny & Courtney Jones. Ils ne peuvent ensuite se battre aux mondiaux prévus à Prague à cause de la catastrophe aérienne du vol 548 Sabena où toute l'équipe américaine fut tuée.
- En 1962, on engage la double championne du monde Doreen Denny, devenue professionnelle, pour les conseiller à Villard-de-Lans pendant presque six mois. Ils remportent alors le titre européen à Genève avant de devenir vice-champion du monde à Prague derrière les tchécoslovaques Eva Romanová & Pavel Roman.

Ils quittent le patinage amateur à l'issue des championnats du monde de 1962. La danse sur glace n'étant pas inscrite au programme des Jeux olympiques d'hiver à cette époque, ils n'y ont donc jamais participé.

### Reconversion
Christiane Guhel devient entraîneur de danse sur glace en 1971, et s'implique totalement dans le milieu de cette discipline à la FFSG (Fédération française des sports de glace).

## Palmarès
Avec 2 partenaires:
- 2 saisons avec Claude Lambert (1955-1957)
- 5 saisons avec Jean-Paul Guhel (1957-1962)

| Compétition                                                                                            | 1956 | 1957 |  | 1958 | 1959 | 1960 | 1961 | 1962 |
| Jeux olympiques d'hiver                                                                                |      |      |  |      |      |      |      |      |
| Championnats du monde                                                                                  |      | 10e  |  | 6e   | 6e   | 3e   | CA   | 2e   |
| Championnats d’Europe                                                                                  |      | 6e   |  | 4e   | 3e   | 2e   | 2e   | 1er  |
| Championnats de France                                                                                 | 2e   | 2e   |  | 1er  | 1er  | 1er  | 1er  | 1er  |
| Légende : CA = Championnats du monde 1961 annulés à cause de la catastrophe aérienne du vol 548 Sabena |      |      |  |      |      |      |      |      |